# Martin de Porres
Svatý Martin de Porres, zvaný též Martin od lásky, (9. prosinec 1579 Lima (Peru) – 3. listopadu 1639 tamtéž) byl peruánský mulat, řeholník a světec.

## Život
Narodil se jako nemanželský syn španělského šlechtice Dona Juana de Porres (původem z Burgosu) a jeho černošské otrokyně Anny Velásquez, po které zdědil barvu pleti, stejně jako jeho mladší sestra Juana (narozená roku 1581). Otec jim daroval svobodu, ale odmítl se o ně starat. Děti byly odkázány jen na svou matku, která se živila jako pradlena, vyrostly v bídě. Martin absolvoval jen dvě třídy obecné školy. Asi roku 1586 se začal učit lazebníkem a ranhojičem.
Podle tehdejšího zákona míšenci nesměli vstupovat do řeholních řádů. Martin navštěvoval bratrstvo svatého růžence a ve věku 15 let roku 1595 směl vstoupit do dominikánského kláštera v Limě pouze jako laický bratr. Asi roku 1601 založil při klášteře sirotčinec a dětský špitál. Pečoval o děti bezprizorné, nemocné, postižené morem a chudé, bez ohledu na jejich rasu či barvu pleti. Žil přísně asketicky, byl vegetarián. Proslul zázračnými schopnostmi léčitelství, levitace a bilokace. Do konce života trpěl pocitem sociálního vyloučení a méněcennosti. Zřídil i útulek pro psy a kočky. Při ošetřování nemocných se nakazil a zemřel na tyfus.

## Úcta

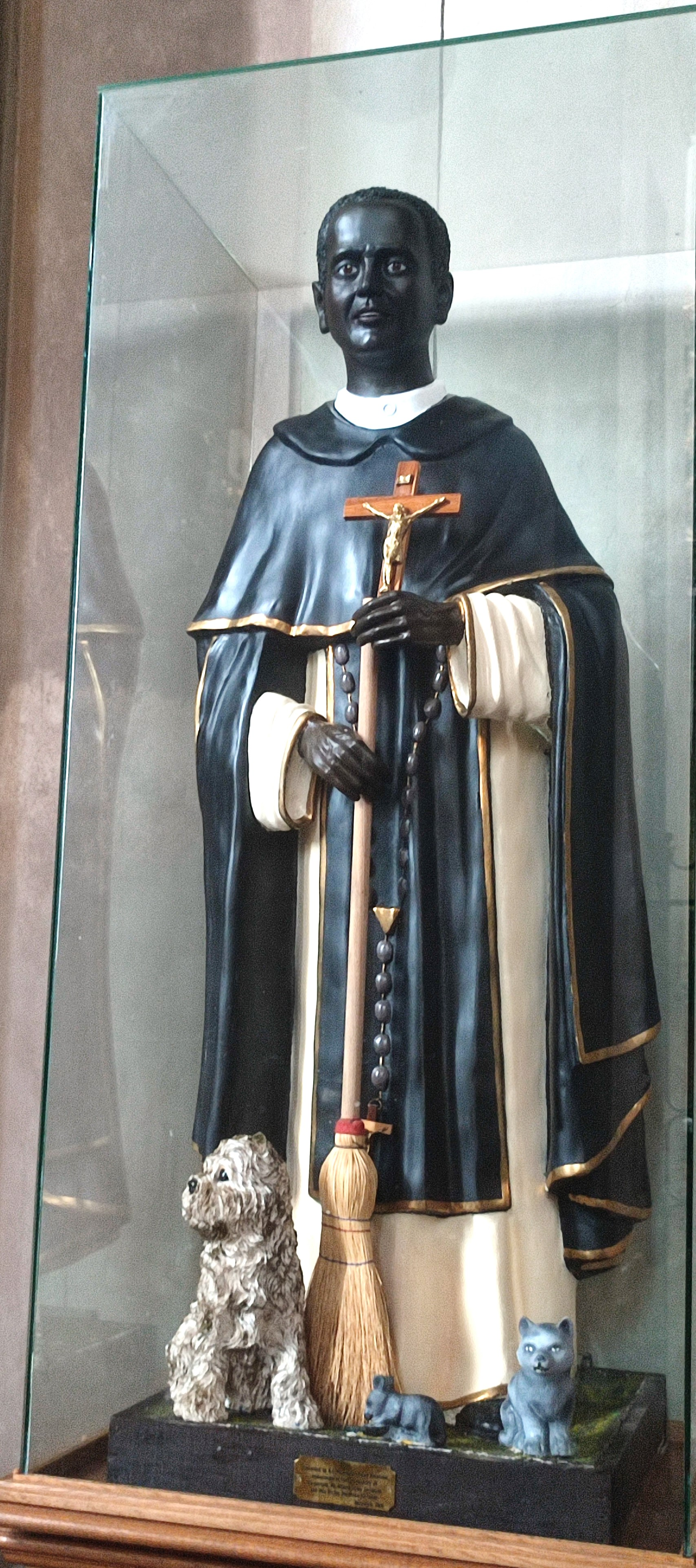
Socha sv. Martina de Porres v kostele sv. Jiljí v Praze, darována z Limy, 2004

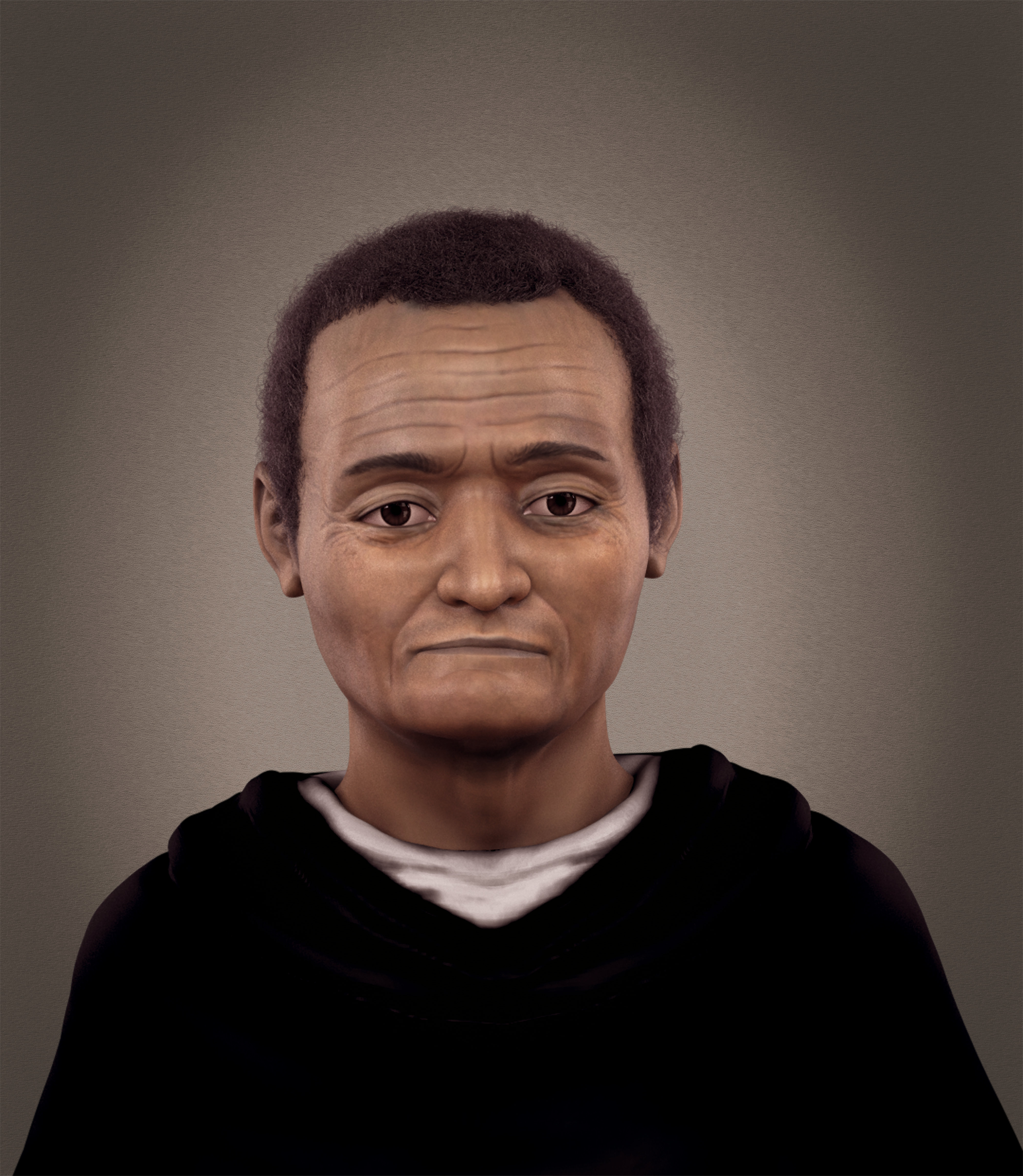
3D rekonstrukce podoby Martina de Porres podle lebky; vytvořil Cícero Moraes s brazilským týmem forenzní antropologie

Martin de Porres je pohřben v chrámu řádu dominikánů  Santa Rosa v Limě. Blahořečil jej papež Řehoř XVI. v roce 1837 jako prvního jihoamerického mulata v římsko-katolickém světě. Papež Jan XXIII. jej v roce 1962 kanonizoval. Katolická církev, anglikánská církev i luteráni slaví jeho svátek 3. listopadu. Je pohřben v dominikánském chrámu Santo Domingo v Limě, kde je jeho hrob střediskem kultu.
Oltáře zasvěcené sv. Martinovi de Porres mají dominikánské kostely po celém světě, např. chrám Santa Maria sopra Minerva v Římě, kostely v nebo v Ipswichi. Socha sv. Martina je od roku 2004 také u pražských dominikánů v kostele sv. Jiljí.

## Patrocinium
Martin de Porres je patronem sociální spravedlnosti, rasové harmonie, patronem města Lima, peruánského námořnictva, vietnamské diecéze Diloxi, obyvatel povodí Mississippi, patronem léčitelů, kadeřníků a lazebníků, charitních a sociálních zařízení (například v Pavii), výherců loterie, i útulků pro domácí zvířata.

## Ikonografie
Bývá zobrazován jako mladý Afričan černé pleti a řeholní bratr, v bílém řádovém oděvu dominikána s černým škapulířem, s růžencem u pasu, s křížem v ruce, někdy se řetězy a důtkami flagelanta, s koštětem, obklopen dětmi či domácími zvířaty (psem, kočkou, myší, žeroucími společně z jedné misky), v epických scénách často asistuje v nemocničním pokoji.

## Odraz v kultuře
- Mši pro sbor a varhany složila americká skladatelka E. Anne Schwerdtfeger (1965).
- Román A Confederacy of Dunces napsal Ignatius Reilly (1980), v modlitbě k Martinovi se dovolává sociální spravedlnosti afroamerických dělníků v továrně v New Orleans, kde pracuje.
- Skladbu St. Martin De Porres zařadila jazzová pianistka Mary Lou Williamsová na své album Black Christ of the Andes.
- Video k singlu „Like a Prayer“ americké zpěvačky Madonny (1989) se setkalo s rozporuplným přijetím veřejnosti a kritikou katolické církve v Peru a ve Vatikánu.
- Filmy Fray Escoba (Friar Broom) (1963) a Un mulato llamado Martin (Mulat zvaný Martin) (1975).